# Valdeteja
Valdeteja es una localidad del municipio leonés de Valdelugueros, en la Comunidad Autónoma de Castilla y León.
Hasta 1976, cuando se unió al municipio de Valdelugueros, estaba constituido como municipio independiente.

## Localidades limítrofes
Confina con las siguientes localidades:
- Al noreste con Tolibia de Abajo y Oville.
- Al sur con Valdorria.
- Al suroeste con Correcillas.
- Al noroeste con Valverde de Curueño.

## Historia
Así se describe a Valdeteja en el tomo XV del Diccionario geográfico-estadístico-histórico de España y sus posesiones de Ultramar, obra impulsada por Pascual Madoz a mediados del siglo XIX:

Lugar en la provincia y diócesis de León, partido judicial de la Vecilla, audiencia territorial y capitanía general de Valladolid, ayuntamiento de Valdepiélago. Situado a orillas del río Curueño; su clima es frío, pero sano. Tiene 32 casas; escuela de primeras letras; iglesia parroquial (San Pedro) servida por un cura de ingreso y libre colación, y buenas aguas potables. Confina con Valverde y Villarasil. El terreno participa de monte y llano, y le fertilizan algún tanto las aguas del Curueño. Además de los caminos locales, cuenta el que dirige a Asturias por Vegarada. Producciones: granos, legumbres, lino y pastos; cría ganados, y alguna caza y pesca. Industria: telares del lienzos del país. Población: 32 vecinos, 138 almas. Contribución: con el ayuntamiento.
Diccionario geográfico-estadístico-histórico de España y sus posesiones de Ultramar

## Demografía
| Gráfica de evolución demográfica de Valdeteja entre 1857 y 1970 |
| |
| Población de derecho según los censos de población del INE Población de hecho según los censos de población del INE Entre el censo de 1981 y el anterior este municipio desaparece porque se integra en Valdelugueros Entre el censo de 1857 y el anterior aparece este municipio porque se segrega de Valdepiélago |

## Patrimonio
La iglesia está dedicada a san Pedro Apóstol.
En sus inmediaciones y sobre el río Curueño tiene el famoso Puente del Villarín, de traza medieval y perteneciente a la vieja calzada de origen romano de La Vegarada. 

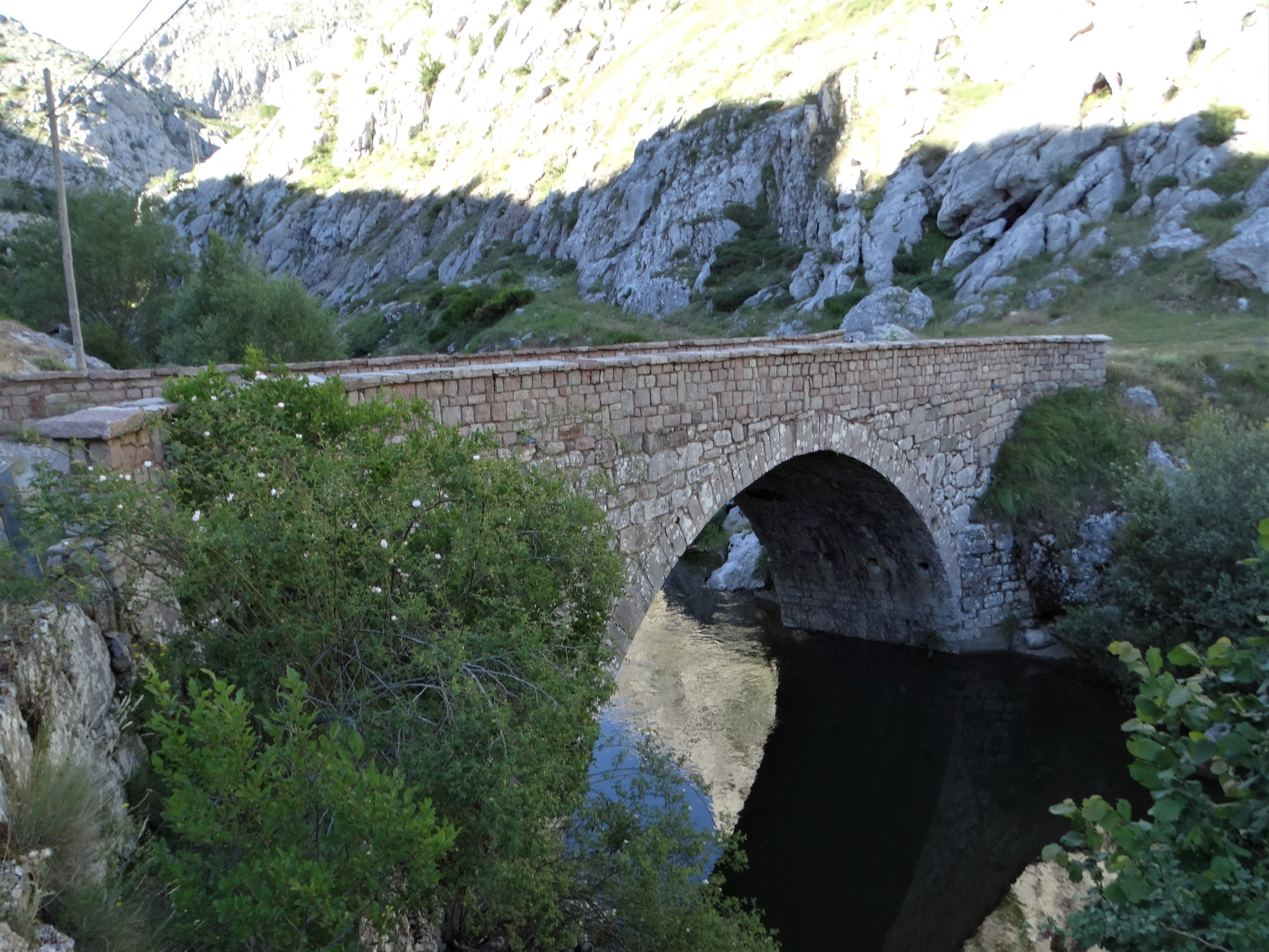
Puente del Villarín.